# Adenochilus
Adenochilus är ett släkte av orkidéer. Adenochilus ingår i familjen orkidéer.
Kladogram enligt Catalogue of Life:
| Adenochilus | \| \| Adenochilus gracilis \| \| \| \| \| \| Adenochilus nortonii \| \| \| \| |
|             | \| \| Adenochilus gracilis \| \| \| \| \| \| Adenochilus nortonii \| \| \| \| |
|             | Adenochilus gracilis                                                          |
|             |                                                                               |
|             | Adenochilus nortonii                                                          |
|             |                                                                               |

## Bildgalleri

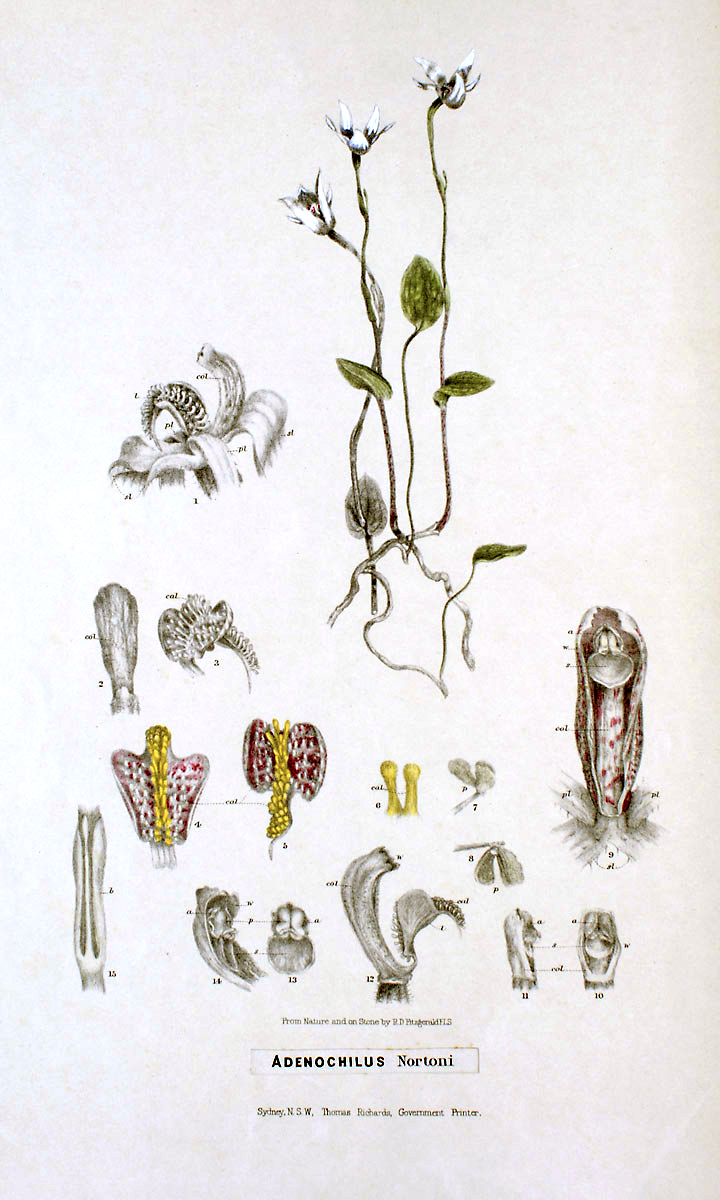